# Ribes hunanense
Ribes hunanense là một loài thực vật có hoa trong họ Grossulariaceae. Loài này được Chang Y. Yang & C.J. Qi miêu tả khoa học đầu tiên năm 1985.